# Stigmella villosella
Stigmella villosella là một loài bướm đêm thuộc họ Nepticulidae. Nó được tìm thấy ở Texas, Ohio, Kentucky và Pennsylvania.

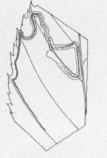
Mine

Sải cánh dài 2.8-4.6 mm. Con trưởng thành bay vào tháng 5 và cuối tháng 6 đến giữa tháng 7, cho thấy rằng có ít nhất 2 và có thể là 3 lứa một năm.
Ấu trùng ăn Rubus, bao gồm Rubus occidentalis.Chúng ăn lá nơi chúng làm tổ.